# 워싱턴 (타인 위어주)

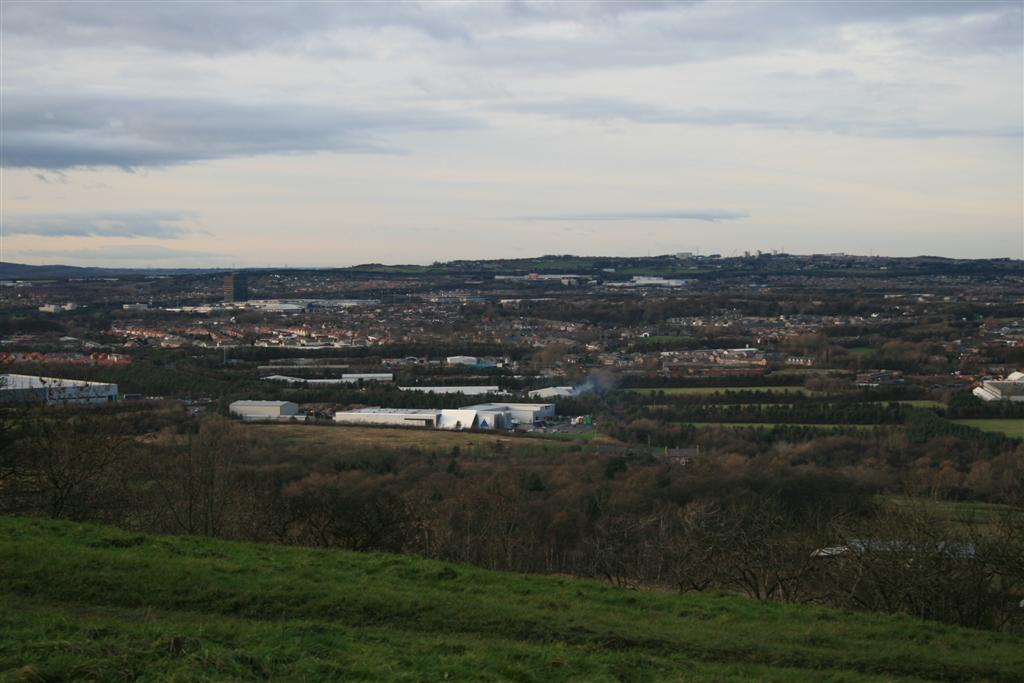
워싱턴 전경

워싱턴(영어: Washington)은 잉글랜드 타인 위어주 남부 시티오브선덜랜드에 소속된 도시이다. 인구는 2011년 조사 기준 67,085명이다.